# Parmena balearica
Parmena balearica là một loài bọ cánh cứng trong họ Cerambycidae.